# 니하트 카흐베지
니하트 카흐베지(튀르키예어: Nihat Kahveci, 1979년 11월 23일~)는 튀르키예의 전 축구 선수이다. 니하트는 스트라이커로서 탁월한 능력을 보였지만, 공격형 미드필더로 뛰는 것도 가능했다.
니하트는 베식타시 JK의 유스 시스템과 휘르세르 무스타파 진디르에 의해 발굴되어 니하트는 1996-1997 시즌부터 베식타시 JK에서 뛰게 된다.
그는 1997-1998 시즌부터 베식타시 JK의 1군에서 뛰었으며, 2002년 1월에 베식타시 JK의 옛 감독이었던 존 토샥에 의해 스페인의 레알 소시에다드로 이적하게 된다. 니하트는 레알 소시에다드에서 뛰는 동안 115경기에 출전해 57골을 성공시켰다. 2002-03 시즌에 니하트는 23골을 넣었으며, 29골을 기록한 리그 최다 득점자인 로이 마카이의 뒤를 이어 호나우두와 함께 두 번째로 가장 많은 득점을 기록한 선수가 되었다.
그는 세르비아의 공격수 다르코 코바체비치와 파트너십을 구축하며 굉장히 좋은 활약을 펼쳤고, 이와 같은 모습을 본 스포츠 신문 기자 필 볼은 그들 사이의 다른 키를 언급하며, 이 한 쌍에게 "Little and large"라는 별명을 붙였다. (니하트의 키는 175 cm 이고, 코바체비치의 키는 187 cm)
그는 또 챔피언스리그에선 레알 소시에다드를, 2002년 FIFA 월드컵에선 터키 축구 국가대표팀을 대표해 대회에 출전했다.
2005년 5월 16일, 보스만룰을 통해 비야레알과 5년 계약을 맺어 두 시즌 동안 활약하였고, 2009년 다시 터키 슈퍼 리그의 베식타시 JK로 이적하였다.

## 국가대표팀 경력
니하트는 2002년 FIFA 월드컵에서 첫 메이저 대회를 치렀으며, 주로 벤치에 있었으나 동료 선수들과 4강 신화의 기쁨을 함께 했다. 그후 2003년 FIFA 컨페더레이션스컵과 UEFA 유로 2008에서도 4강 진출을 이끌며 튀르키예의 주전 공격수로 자리잡았다.
특히 주장으로 출전한 UEFA 유로 2008 대회에서는 체코와의 최종전에서 2-1로 뒤지고 있던 중 후반 42분경 페트르 체흐의 실수를 틈타 동점골을 넣었고, 2분 뒤에는 역전골까지 넣으면서 3-2 역전승과 함께 기적같은 8강 진출을 이끌었다. 이 활약으로 니하트는 이 경기의 공식 맨 오브 더 매치에 선정됐었다.
그러나 니하트는 독일과의 준결승전을 앞두고 부상을 당하면서 중도에 하차했다.

## 수상
베식타시
- 터키 쿠파시 : 1997-98, 2010-11

레알 소시에다드
- 2003년 프리메라리가 준우승

비야레알
- 2008년 프리메라리가 준우승

터키
- 2002년 FIFA 월드컵 3위
- 2003년 FIFA 컨페더레이션스컵 3위
- UEFA 유로 2008 4강

개인
- UEFA 유로 2008 조별리그 맨 오브 더 매치 (vs 체코)